# Dan Fogelberg
Daniel Grayling Fogelberg (Peoria, Illinois, 13 augustus 1951 - Maine, 16 december 2007) was een Amerikaans singer-songwriter.

## Biografie
Daniel was de jongste van de drie zonen van Lawrence en Margaret (Young) Fogelberg. Na de 'high school' in 1969 studeerde hij theaterkunst aan de Universiteit van Illinois in Champaign.
In 1972 maakte Fogelberg als singer-songwriter zijn debuut met het door Norbert Putnam geproduceerde album 'Home Free'. De muziekstijl van Fogelberg is te omschrijven als folkrock met daarnaast invloeden vanuit de jazz, klassieke en bluegrassmuziek.
In de Verenigde Staten brak hij in 1974 door als solomuzikant met het nummer 'Part of the plan' van het door Joe Walsh geproduceerde album 'Souvenirs'. In Nederland en België is het nummer 'Longer' van het album 'Phoenix (1979)' het meest bekend van Dan Fogelberg. Dit nummer wordt in de Verenigde Staten nog steeds veel gedraaid op bruiloften.
De dubbel-cd 'The Innocent Age (1981)' is een cyclus autobiografische liedjes en bevat vier van zijn grootste hits in de Verenigde Staten: 'Leader of the Band', 'Run for the Roses', 'Hard To Say' en 'Same Old Lang Syne'. Op deze cd staat ook het bijzondere duet met een andere grote uit dezelfde categorie: Emmylou Harris ("Only the heart may know").
Op 'High Country Snows (1985)' keerde Fogelberg terug naar de traditionele bluegrassmuziek en werkt op deze cd onder andere samen met Herb Pedersen, Al Perkins, Vince Gill en Chris Hillman. De cd's 'Twin Sons of Different Mothers (1978)' en 'No Resemblance Whatsoever (1995)' werden samen met de dwarsfluitist Tim Weisberg gemaakt, deze cd/lp was een ware millionseller in de VS.
In mei 2004 werd bij Fogelberg gevorderde prostaatkanker ontdekt. Hij overleed op 16 december 2007 op 56-jarige leeftijd aan deze ziekte.

## Discografie
- Home Free (1972)
- Souvenirs (1974)
- Captured Angel (1975
- Nether Lands (1977)
- Twin Sons of Different Mothers (1978)
- Phoenix (1979)
- Live at Carnegie Hall (1979)
- The Innocent Age (1981)
- Dan Fogelberg (1982)
- Windows and Walls (1984)
- High Country Snows (1985)
- Exiles (1987)
- The Wild Places (1990)
- Greetings from the West (1991) (live)
- River of Souls (1993)
- No Resemblance Whatsoever (1995)
- Love Songs (1995)
- Portrait - 4-cd-box 25 years of music (1997)
- Promises (1997)
- Super Hits (1998)
- First Christmas Morning (1999)
- Something Old, Something New, Something Borrowed and Some Blues (2000) (live)
- The Very Best Of Dan Fogelberg (2001)
- The Essential Dan Fogelberg (2003)
- Full Circle (2003)
- Love in Time (22 september 2009) postuum album

### Radio 2 Top 2000
| Nummers met noteringen in de NPO Radio 2 Top 2000 | '99  | '00 | '01  | '02  | '03  | '04  | '05  | '06  | '07  | '08  | '09  | '10  | '11  | '12  | '13  | '14  |
| ------------------------------------------------- | ---- | --- | ---- | ---- | ---- | ---- | ---- | ---- | ---- | ---- | ---- | ---- | ---- | ---- | ---- | ---- |
| Longer                                            | 1655 | -   | 1082 | 1418 | 1864 | 1892 | -    | -    | -    | -    | -    | -    | -    | -    | -    | -    |
| Nether Lands                                      | -    | 755 | 595  | 995  | 878  | 1083 | 1060 | 1321 | 1251 | 1128 | 1137 | 1292 | 1569 | 1406 | 1694 | 1602 |

1. ↑  Een '-' betekent dat het nummer niet was genoteerd en een vetgedrukt getal geeft de hoogste notering van een nummer aan.
2. ↑  Deze tabel is bijgewerkt tot en met de laatste editie (2024).